# Belphegor
Belphegor — австрійська блек/дез-метал група з Зальцбурга, сформована в 1991 році під назвою Betrayer. У 1993 назва змінилася і гурт перейменували на ім'я демона Бельфегора.

## Історія

### Ранні роки (1991-1997)
Belphegor був заснований як Betrayer в 1991 році вокалістом і басистом Maxx, гітаристами Helmuth і Sigurd, і ударником Chris. Своє перше демо Kruzifixion гурт видав у квітні 1991 року, а Unborn Blood трохи згодом. Після зміни нізви на Belphegor в 1993 році, вони видали ще одне демо, Bloodbath in Paradise у форматі Maxi-CD. Після випуску цього демо, Maxx пішов з гурту, в результаті чого Helmuth взяв на себе обов'язки одночасно вокаліста і гітариста. У 1993-1996 роках басистом був сесійний музикант A-X, після якого до групи приєднався Mario «Marius» Klausner як постійний учасник.
Тривалий час у колектива був контракт з лейблом Perverted Taste Records, на якому в 1994 році було видано демо Obscure and Deep. У цьому релізі містився кавер на пісню "Black Sabbath" Sabbath Bloody Sabbath. Їхній перший альбом, The Last Supper, був виданий Lethal Records в січні 1995 року. У цей час був також змінений логотип гурту, у нього були додані два перевернутих хреста, оточених кров'ю.

### Last Episode і Phallelujah Productions (1997-2002)
Другий за рахунком альбом Blutsabbath був виданий в жовтні 1997 року, з сесійним ударником Man (of Mastic Scum). Згодом тривало вісімнадцятиденне турне Європою разом з Behemoth і Ancient в квітні і травні 1998 року. Дебютний альбом колективу The Last Supper був виданий в 1999 році в новому оформленні і містив 6 додаткових композицій з EP Obscure And Deep.
Наступного року третій альбом, Necrodaemon Terrorsathan, виданий лейблом Last Episode (тепер відомим як Black Attakk), сесійним ударником на ньому знову був Man. Зрештою, колектив покинула Last Episode і згодом відгукувалася про нього, як про «грабіжницький лейбл». У січні 2001 року Belphegor були хедлайнером декількох шоу на відкритих майданчиках 'Fuck The Commerce IV', 'With Full Force VIII' і 'Hell On Earth' у Німеччині за підтримки Dunkelgrafen і Dawn of Dreams. У 2002 році у Belphegor тривали виступи на Summerbreeze, Brutal Assault і Morbide Festspiele, були концерти в грудні у Німеччині. Також приблизно в цей час колектив вперше найняв ударника Torturer (Mor Dagor) і басиста Barth. Після видання концертного альбому Infernal Live Orgasm на своєму власному лейблі Phallelujah Productions, вони підписали контракт з Napalm Records.

### Napalm Records (2003-2005)
Після підписання контракту вокалістом і гітаристом Helmuth, гітаристом Sigurd, басистом Barth і ударником Torturer був записаний четвертий альбом Lucifer Incestus, продюсером якого став Alex Krull з Atrocity. Альбом був виданий у грудні 2003 року, і за ним тривало турне Європою.
У студії Mastersound Studio в Фелльбасі протягом вересня 2004 року Belphegor записали свій п'ятий альбом Goatreich — Fleshcult, продюсером якого знову був Alex Krull. У листопаді група влаштувала міні-турне з Disastrous Murmur, а потім виступала на X-Mass Festival разом з Napalm Death, Marduk, Finntroll і Vader. У лютому 2005, Goatreich — Fleshcult був виданий в різних форматах, разом з обмеженим вініловим виданням у 1000 копій. У діджіпак-версії як бонус був доданий інструментальний трек 'Heresy Of Fire. У цьому ж місяці барабанщик Torturer покинув групу, а на заміну йому прийшов Nefastus (Tomas Janiszewski). У квітні Belphegor очолив вісімнадцятиденний Goatreich — Fleshcult Europe Tour Pt. I за підтримки Arkhon Infaustus, Asmodeus і In Aeternum. Незабаром колектив покинув Napalm Records, з тієї причини, що лейбл «недостатньо їх підтримує», і що вони «ситі по горло зневажливим звертанням».

### Ранні роки з Nuclear Blast (2005-2009)

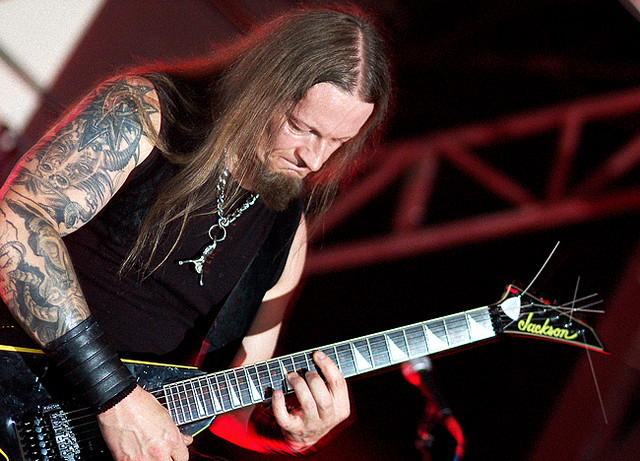
Фронтмен/гітарист Helmuth на виступі в 2008 році.

У 2005 році Belphegor підписали контракт з Nuclear Blast, і в листопаді розпочали запис альбому Pestapokalypse VI в студії продюсера Andy Classen (який також продюсував дебютний альбом гурту The Last Supper) Stage One Studios.
Зігравши басові партії для шести з дев'яти треків нового альбому, басист Barth був змушений покинути колектив і закінчити свою кар'єру після травми руки. Belphegor були змушені відмовитися від участі в турне з Hate Eternal в квітні 2006 року, а Helmuth мав записувати решту басових партій для нового альбому сам, в той час як для концертних виступів у квітні-жовтні був найнятий басист Robin Eaglestone (ex-Cradle of Filth, Imperial Black). У жовтні на місце постійного басиста був узятий Serpenth.
Pestapokalypse VI був виданий в жовтні 2006 року, а незабаром колектив покинув ударник Nefastus. Після цього наймалися сесійні ударники, включно з Lille Grubber, Blastphemer (Jan Benkwitz) і колишнього ударника Belphegor Torturer. Цього ж місяця Nuclear Blast видала спеціальний варіант альбому у вигляді патронного ящика, обмежений лише 500 копіями, який містив диск в діджіпаці, нашивку, пояс і «аварійний пайок» Вінілова версія альбому також мала обмеження в 500 копій. Для просування Pestapokalypse VI було знято два кліпи на пісні Bluhtsturm Erotika і Belphegor — hell's Ambassador, режисером яких став Florian Werner.
Планувалася чергова участь Belphegor в X-Mass Festival в грудні 2006 року, проте фестиваль був скасований. Незважаючи на це, вони були серед груп, що підтримують Danzig в їх турне Blackest of the Black Північною Америкою в грудні 2006 — січні 2007, а потім знову гастролювали Америкою в лютому — березні 2007 року разом з Unleashed, Krisiun, і Hatesphere. За підтримки спочатку Kataklysm і Unleashed, а потім Arkhon Infaustus, Belphegor в травні очолив Midvinterblot European Tour Part II. Група також грала на відомому фестивалі Wacken Open Air в серпні. У вересні, разом з Gorgoroth колектив очолював турне Південною Америкою.
У січні 2008 року один із засновників Belphegor, Sigurd, переніс хірургію ока, і тому не було відомо, чи буде він далі грати в групі. Однак через кілька місяців Helmuth оголосив, що Sigurd вирішив покинути гурт після турне Європою в кінці 2007. В турне Північною Америкою в лютому 2008 року його замінив Anthony Paulini, а на місці постійного гітариста його зрештою замінив Morluch.
У квітні 2008 року був виданий альбом Bondage Goat Zombie, де Helmuth одночасно виконував роль вокаліста, соло і ритм-гітариста, басистом був Serpenth, а ударником — Torturer. Поряд зі стандартним CD-релізом було видано кілька версій альбому, включно з обмеженим видання в діджіпаці, доповненому DVD диском з відеокліпами, концертними і закулісними зйомками, матеріали про студійну роботу і фанатський розділ («freak» section). Крім цього обмеженим тиражем в 1000 копій була видана вінілова версія альбому, а також тиражем в 500 копій ексклюзивна версія, що містить CD/DVD, солдатський жетон і каску німецького зразка з логотипом гурту. Згодом гурт виступав на фестивалі Hellfest Summer Open Air у Франції в червні 2008 року, а також підтримав Nile і Grave в турне Європою, присвяченому альбому Ithyphallic, у вересні 2008. У жовтні колектив знову гастролював Північною Америкою разом з Amon Amarth.

### Walpurgis Rites — HexenwahnіBlood Magick Necromance(2009 — 2011)
У січні 2009 року було оголошено про те, що група працює над новим альбомом, і що за ударні знову відповідає Nefastus. Повідомлялося, що запис почався в лютому 2009 року, а Nefastus закінчив запис ударних. 23 лютого 2009 Helmuth оголосив, що ритм-гітара і бас записані під час другої студійної сесії. Альбом був попередньо названий Hexenwahn — Totenkult:

На противагу попереднім розповідям про інквізиції, цей матеріал фокусується на найтемніших і найзловісніших з могутніх відьом, які викликають демонів і поклоняються їм. Тих, хто уклав контракт з силами пекла. Концепція альбому заснована на демонології, чаклунстві, порочних суккубах, чорній еротиці, і, як завжди, самому великому дияволові.
Оригінальний текст (англ.)
As opposed to previous tales of the inquisition, this focuses upon the darker, more dismal of the mighty, powerful witches who conjure and worship demons. Those who have a pact with the forces of hell through the occult. The concept deals with demonology, witchcraft/ Hexenwahn, depraved suKKubi, blackest erotica, and as always, the grand devil, himself.

9 червня 2009 р. було відкрито фінальний варіант назви нового альбому — Walpurgis Rites — Hexenwahn. 3 липня анонсовано, що запис альбому повністю завершений і він вийде в жовтні 2009 року. Крім того, бразильський художник Marcelo Hvc почав роботу над обкладинкою і оформленням альбому.
Крім стандартного CD-релізу підготовлено 3 версії з обмеженим тиражем. Це діджіпак, доповнений відеокліпом «Der Geistertreiber», вінілова LP-версія тиражем в 1000 копій, а також ексклюзивна версія накладом всього 500 копій, що містить ручну гранату в дерев'яній коробці.
Група брала участь в іншому північноамериканському турне в квітні—травні 2009 року, яке очолювали Kreator і Exodus, разом з Warbringer і Epicurean.
Також відомо, що в листопаді 2009 року гурт бартиме участь в турне Heathenfest Північною Америкою разом з Eluveitie, Alestorm, Kivimetsän Druidi, і Vreid.
19 червня 2010 року розпочинається запис чергового альбому Belphegor, який отримав назву "Blood Magick Necromance". Продюсуванням альбому зайнявся Петер Тегтгрен, а зведенням - Йонас Кьєллгрен.
Перед виходом альбому видано сингл "Impaled Upon The Tongue Of Satan", а 14 січня 2011 року з'являється і сам альбом, після чого музиканти їдуть в тур "God Is Dead - To Hell With God Tour".
У жовтні 2011 року на сайті гурту було оголошено, що колектив припиняє будь-яку діяльність у зв'язку з лікуванням вокаліста Хельмута.

### Conjuring The Dead(2012 — наш час)
У лютому 2012 року гітарист і вокаліст колективу, Хельмут Леннер, повідомив про те, що йде робота над свіжим матеріалом, випуск якого запланований на кінець року, однак у підсумку дата релізу була перенесена на 2014 рік.

Барабани, бас і гітари вже записані. Звучить все брутальніше, агресивніше, ніж раніше, і трохи ближче до дез-металу, ніж на наших попередніх студійних альбомах. Як і слід було очікувати, це масивна стіна звуку. Ми дякуємо Еріку Рутану за його екстра-мотивацію,що змусила нас викладатися по повній. Я планую записати вокал в червні або липні, а мікшування і мастеринг у вересні. Це було не просто, але ми вирішили відкласти дату релізу на початок 2014 року. Будьте готові до Диявольської Смертельної Музики!.
Хельмут Ленер

## Склад
| - Helmuth Lehner — вокал (з 1993), гітара (з 1991) - Morluch — гітара (з 2008) - Serpenth — бас, концертний бек-вокал (з 2006) |

| - Chris — ударні (1991-1992 або 1993) - Maxx — вокал, бас (1991-1992 або 1993) - A-X — сесійний бас (між 1993 і 1996) - Man — сесійні ударні (1997, 2000) - Marius «Reverend Mausna» Klausner — бас (1996-2002) - Torturer — ударні (2002-2005) - Barth — бас (2002-2006) - Robin Eaglestone — сесійної бас (2006) - Nefastus — ударні (2005-2006) - Sigurd — гітара (1991-2007) | Сесійні учасники Студійні Marthyn — ударні (2009 —) Nefastus — ударні (2009 —) Torturer — ударні (2007 —) Концертні Blastphemer (Jan Benkwitz) — ударні (з 2006) Torturer — ударні (з 2007) Robert Kovacic — ударні (2007) Tony Laureano — ударні (2007) Lille Gruber — ударні (2007) Anthony Paulini — гітара (2008) |

## Дискографія

### Betrayer
| Рік  | Дата виходу  | Назва       | Тип  | Лейбл |
| ---- | ------------ | ----------- | ---- | ----- |
| 1991 | квітень      | Kruzifixion | Демо | ---   |
| 1991 | Unborn Blood | Демо        | ---  |       |

### Belphegor
| Рік  | Дата виходу      | Назва                       | Тип             | Лейбл                   |
| ---- | ---------------- | --------------------------- | --------------- | ----------------------- |
| 1993 | лютий            | Bloodbath in Paradise       | EP              | ---                     |
| 1994 | Obscure and Deep | EP                          | Perverted Taste |                         |
| 1995 | січень           | The Last Supper             | Повноформатний  | Lethal Records          |
| 1997 | жовтень          | Blutsabbath                 | Повноформатний  | Last Episode            |
| 2000 | грудень          | Necrodaemon Terrorsathan    | Повноформатний  | Last Episode            |
| 2002 | 2 квітня         | Infernal Live Orgasm        | Концертний      | Phallelujah Productions |
| 2003 | 24 грудня        | Lucifer Incestus            | Повноформатний  | Napalm                  |
| 2005 | 28 лютого        | Goatreich — Fleshcult       | Повноформатний  | Napalm                  |
| 2006 | 27 жовтня        | Pestapokalypse VI           | Повноформатний  | Nuclear Blast           |
| 2008 | 11 квітня        | Bondage Goat Zombie         | Повноформатний  | Nuclear Blast           |
| 2009 | 9 жовтня         | Walpurgis Rites — Hexenwahn | Повноформатний  | Nuclear Blast           |
| 2011 | 11 січня         | Blood Magick Necromance     | Повноформатний  | Nuclear Blast           |
| 2014 | 5 серпня         | Conjuring the Dead          | Повноформатний  | Nuclear Blast           |
| 2017 | 15 вересня       | Totenritual                 | Повноформатний  | Nuclear Blast           |

## Відеокліпи
| Рік  | Композиція                          | З альбому                   |
| ---- | ----------------------------------- | --------------------------- |
| 2001 | «Vomit Upon the Cross»              | Necrodaemon Terrorsathan    |
| 2004 | «Lucifer Incestus»                  | Lucifer Incestus            |
| 2005 | «Bleeding Salvation»                | Goatreich — Fleshcult       |
| 2006 | «Belphegor — hell's Ambassador»     | Pestapokalypse VI           |
| 2006 | «Bluhtsturm Erotika»                | Pestapokalypse VI           |
| 2008 | «Bondage Goat Zombie»               | Bondage Goat Zombie         |
| 2009 | «Der Geistertreiber»                | Walpurgis Rites — Hexenwahn |
| 2011 | «Impaled Upon the Tongue of Sathan» | Blood Magick Necromance     |
| 2014 | «Conjuring the Dead»                | Conjuring the Dead          |
| 2015 | «Black Winged Torment»              | Conjuring the Dead          |